# DNS over HTTPS
是一种经由HTTPS协议进行的远程域名系统（DNS）解析协议。该方法旨在防止网络中间人对DNS数据进行的窃听和操纵，利用HTTPS协议加密DoH客户端和DoH服务器（递归解析器）之间的数据，以提高用户的隐私和安全性。DNS的查询和响应会隐于其他HTTPS流量中。
在2018年3月，Google和Mozilla基金會就开始测试基于HTTPS的DNS版本。2018年9月5日，Mozilla基金会发布的Firefox 62正式版加入了这项功能，但需要用户手动开启。2020年2月，Firefox为美国用户默认切换到DNS over HTTPS。2020年5月，Chrome的默认解析切至DNS over HTTPS。

## 特性
DNS over HTTPS利用HTTP協議的GET命令发出經由JSON等編碼的DNS解析請求。較於傳統的DNS協議，此處的HTTP協議通訊處於具有加密作用的SSL/TLS協議（兩者統稱作HTTPS）的保護之下。但是，由於HTTPS本身需要經由多次數據來回傳遞才能完成協議初始化，其域名解析耗時較原DNS協議會顯著增加。
DoH作为一个提议阶段的标准，由IETF以RFC 8484（2018年10月）发布。其使用HTTPS，并支持“有线格式”（英語：wire format）DNS响应数据，如现有的UDP响应中所返回的数据一样，在具有MIME类型application/dns-message的HTTPS有效负载中。（§4.1）承载其的HTTP层可以是任何版本的HTTP协议，但HTTP/2是“推荐”的最低版本。（§5.2）若使用HTTP/2，服务器还可以使用HTTP/2服务器推送来预先发送其预计可为其客户端所用的值。（§5.3）
尽管IETF已将RFC 8484作为提议的标准发布，并且各大公司正在对其进行实验，DoH还是一项进行中的工作。
傳統的DNS協議形成於互聯網早期，直接基於UDP或TCP協議，且彼時未慮及現代安全性的需要，未利用密碼學等手段進行加密或驗證。因而，其無法抵禦現代互聯網常見的DNS投毒污染等攻擊手段或監聽。雖然後來的DNSSEC方案通過電子簽名進行驗證，強化了DNS的安全性，並能夠抵禦DNS投毒污染等篡改通訊的手段，但其對於中間網絡設備進行的監聽仍然沒有抵禦能力（隨後，監聽者可以通過獲取的通訊數據知曉用戶訪問了哪一域名，而域名往往與具體的網站相關聯）。此外，DNSSEC的起效要求現有的大量DNS解析服務的提供商（常爲互聯網服務供應商或第三方大型互聯網機構）對已有的DNS服務器進行大範圍修改等問題，其推進進程並不理想。而對於DNS over HTTPS，在正確部署服務端並妥善配置客戶端的前提下，互聯網服務供應商或其它中間網路設備無法解密（亦即無法獲知請求的實際內容）或者篡改已經加密的HTTPS通訊，故其能夠有效保護互聯網使用者的安全及隱私；另一方面，其基於已經成熟並已廣泛部署的HTTPS協議，客戶端進行利用較爲方便。

## 实施方案
DNS over HTTPS用于DNS解析器的递归DNS解析。解析器（DoH客户端）必须能够访问托管查询端点的DoH服务器。基于HTTPS的DNS缺乏操作系统的本机支持。因此，希望使用它的用户必须安装附加软件。三种使用场景很常见：
- 在应用程序中使用DoH实现：某些浏览器具有内置的DoH实现，因此可以绕过操作系统的DNS功能来执行查询。缺点是应用程序可能无法通过错误配置或缺乏对DoH的支持来通知用户是否跳过DoH查询。
- 在本地网络中的名称服务器上安装DoH代理：在此方案中，客户端系统继续使用传统（端口53或853）DNS来查询本地网络中的名称服务器，然后通过到达来通过DoH收集必要的回复 互联网中的DoH服务器。 此方法对最终用户是透明的。
- 在本地系统上安装DoH代理：在此方案中，操作系统配置为查询本地运行的DoH代理。与前面提到的方法相反，需要在希望使用DoH的每个系统上安装代理，这可能需要在更大的环境中付出很多努力。

## 支持

### 公共DNS
DNS over HTTPS功能已由部分公共DNS支持，包括但不限：
- AdGuard
- 阿里云公共 DNS
- Cloudflare
- DNSPod Public DNS
- Google Public DNS
- OpenDNS
- QUAD9 DNS
- 台灣網路資訊中心（Quad 101）

### 软件
Edge、Firefox、Chrome浏览器均支持DoH。

### 操作系统

#### 苹果
2020年6月，蘋果在WWDC大會宣布iOS 14與macOS 11新增對加密DNS的支援，包括DNS over HTTPS（DoH）與DNS over TLS（DoT）。

#### 微软Windows
2019年11月17日，一篇在微软官方博客释出的博文宣布，Windows将支持DNS over HTTPS（DoH)，以加密DNS流量保护用户隐私。
Windows 11支持DoH。

#### Android
Android 11及更高版本支持DNS over HTTP/3（DoH3），拥有快速稳健的响应。